# Слайм (іграшка)

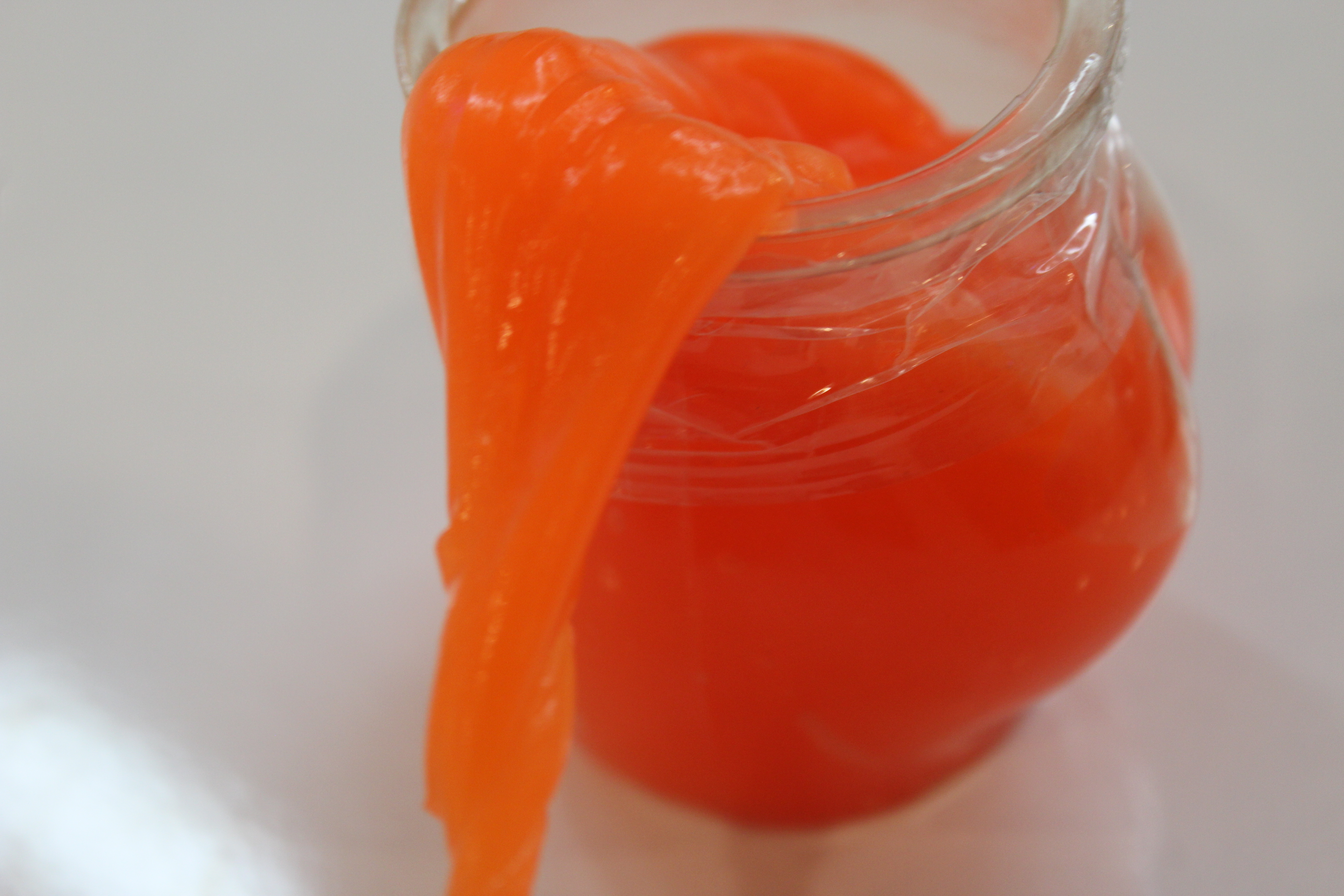
Fluffy Slime

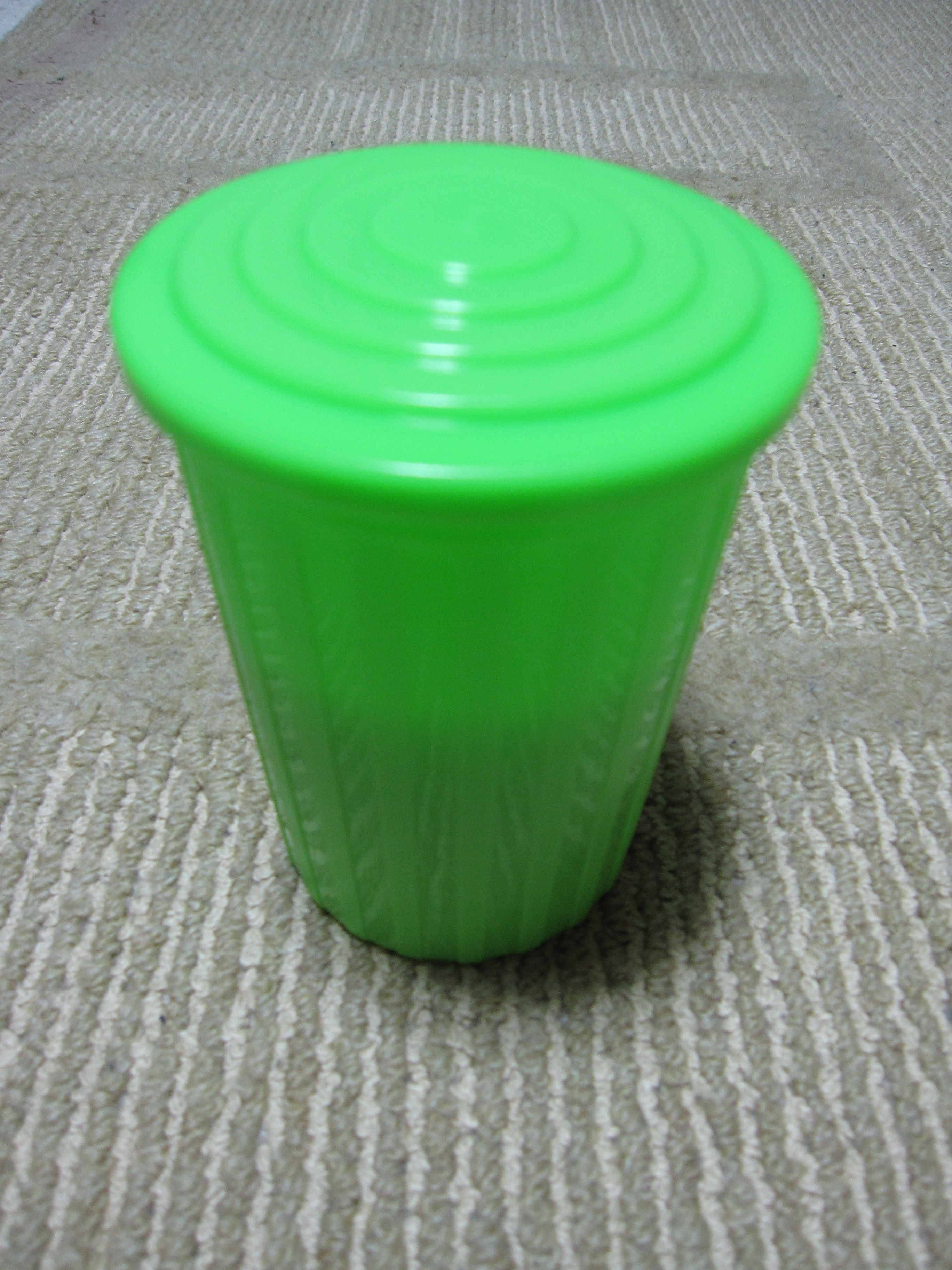
Слайм, випущений компанією Mattel у 1976 році.

Слайм (англ. Slime — «слиз») — іграшка, яка була вперше випущена компанією Mattel у 1976 році. Складається з в'язкого желеподібного матеріалу, що володіє властивостями неньютонівської рідини. Основним компонентом слайма, випущеного Mattel в 1976 році, була гуарова камідь.
Слайм був зеленого кольору і продавався в пластиковій баночці. З того часу його випускало багато інших компаній, а назва «слайм» стала називною. У деяких пострадянських країнах іграшка відома як «лизун». Ймовірно, назва є відсиланням до однойменного персонажа фільму «Мисливці за привидами», котрий має подібну консистенцію.

## Склад і властивості
Основні компоненти полісахарид (гуарова камідь) та бура. Замість полісахариду можуть використовуватися інші полімери.
Цікавий своїми властивостями неньютонівської рідини. Матеріал схожий на слиз, але при цьому не розливається і легко збирається. Якщо слайму дати спокій, він розтікається, як рідина, а при різкому впливі ущільнюється і, наприклад, при ударі по шматку слайма можна побачити, як він рветься.
Відомо немало випадків отруєння дітей через слайм, а також різкого погіршення здоров'я.[джерело?]

## Види слаймів
Original Slime
Основа для всіх слаймів, його роблять з ПВА клею та тетраборату натрію. Його властивості: тягнеться, клікає (залежить від клею), хрустить.
Fluffy Slime
Це Original Slime з додаванням піни для гоління. Його властивості ідентичні з Original Slime, але текстура відрізняється, вона більш повітряна.
Butter Slime
Це слайм з додаванням глини Soft Clay або іншої глини для слаймів. Текстура дуже схожа на Fluffy, тільки він мажеться.